# Rastlinska žila
Rastlinska žila je izraz, ki se v botaniki uporablja za skupek prevajalnih tkiv (floema, ki prevaja fotosintate, in ksilema, po katerem potujejo voda in mineralne snovi) in sklerenhimatskih celic (običajno sklerenhimatskih vlaken), ki jih obdajajo ter služijo kot zaščita pred mehanskimi pritiski. Pogosto žile gradijo še drugi celični tipi, največkrat so to parenhimatske celice, ki lahko skrbijo za prečno prevajanje, oskrbovanje sitastih celic floema ali opravljajo katero izmed drugih funkcij. Rastlinsko žilje, ki sestoji iz več žil, imenujemo stela.
Potrebno se je zavedati, da izraz žila v botaniki ne pomeni isto kot zoološki termin, ki poimenuje arterije, vene ter kapilare. Po rastlinskih žilah se namreč tekočina pretaka skozi notranjost zaporedno nanizanih celic, medtem ko živalska žila predstavlja votlo odprtino (lumen), ki jo obdajajo celice raznih tkiv in kri tako ne teče v notranjosti celic.

## Položaj
Če naredimo prečni prerez rastlinskega stebla in ga opazujemo pod mikroskopom, bomo vselej videli, da se ksilem nahaja na notranji strani žile (je bliže centralnemu strženu), rečemo tudi, da leži adaksialno. Nasprotno floem gradi zunanji del žile (je bolj oddaljen od stržena kot ksilemske celice) oziroma leži abaksialno. V rastlinskem listu bo ksilem na zgornji in floem na spodnji strani žile, ker list navadno raste skoraj pravokotno na smer stebla in se zato razporeditev nekoliko zamakne. Zaradi tega bomo listne uši (Aphidae), ki se prehranjujejo s floemskim sokom, navadno našli na spodnji strani listi, ker na takšen način lažje dostopajo do sladkorjev.

## Tipi žil

### Kolateralne žile
Zanje je značilno, da prevajalna tkiva obdajajo sklerenhimske celice (sklerenhimatska vlakna). Navadno ločimo štiri podtipe.

#### Nedovršene kolateralne žile
Gre za tip kolateralnih žil (obdanih s sklerenhimom), ki se pojavljajo v steblih dvokaličnic in golosemenk ter ves čas ohranjajo potencial za rast, ker se med floemom in ksilemom nahaja ozka plast žilnega kambija (tudi fascikularnega kambija), ki sestoji iz meristematskih celic. Žilni kambij je osnova za sekundarno debelitev stebel dvokaličnic. Pridevnik nedovršena izhaja iz dejstva, da žile niso končane in zatorej lahko rastejo dalje.

#### Dovršene kolateralne žile
Tudi te žile so kolateralne (obdane s sklerenhimatskimi vlakni), a so značilnost enokaličnic in ne vsebujejo plasti žilnega kambija med prevajalnimi tkivi. Prav zato pri enokaličnicah ne poznamo tipične sekundarne debelitve (izjemoma se sicer pojavlja atipična, navadno pa se enokaličnice debelijo na račun primarne debelitve parenhimatskih celic). Obenem se ta žilni tip pojavlja v listih dvokaličnic.

#### Bikolateralne žile
Predvideva se, da so bikolateralne žile nastale z združitvijo dveh nedovršenih kolateralnih žil, saj imajo odebeljeno plast ksilema in dva floemska predela (na vsaki strani žile je eden), ki ju poimenujemo notranji in zunanji floem. Med prevajalnimi tkivi pa je žilni kambij, ki je bolj razvit med zunanjim floemom in ksilemom. Na tak način lahko prehaja večji delež sladkorjev naenkrat. Pojavljajo se predvsem pri rastlinah, ki imajo zvišano raven bioprodukcije, denimo pri rodu buč (Cucurbita), družini razhudnikovk (Solanaceae), pasjestrupovk (Apocynaceae), slakovk (Convolvulaceae) in redu košarnic (Asterales).

#### Votle kolateralne žile
Razmeroma redke so votle kolateralne žile, ki jih lahko najdemo v steblih presličevk (Equisetaceae). Zanje je značilno, da so zgrajene iz floema na zunanji strani, dela ksilema na notranji strani in karinalnih kanalov na sredini, ki nastanejo kot posledica izginotja in propada starejših ksilemskih celic.

### Koncentrične žile
Gre za žile, kjer en tip prevajalnega tkiva obdaja drugega.

#### Leptocentrične žile
V sredini žile je floemski del prevajalnega tkiva, obkrožajo pa ga ksilemske celice. Ta tip najpogosteje najdemo pri korenikah enokaličnic, denimo koreniki šmarnice (Convallaria majalis), kolmežu (Acorus calamus) ali prevajalnih tkivih večjih enokaličnic, kot sta drevesasta aloja (Aloe arborescens) in rod zmajevcev (Dracaena).

#### Hadrocentrične žile
Razporeditev je obratna kot pri leptocentrični žili; v sredini je vodovodni del prevajalnega tkiva, ovoj ustvarja koncentrično razporejen floem. Pojavljajo se v korenikah (rizomih) praprotnic in listnih pecljih različnih rastlinskih vrst, pa tudi v strženovih žilah begonij (Begonia) in kislic (Rumex).

### Radialne žile
Ta tip žile je značilen za korenine dvokaličnic. Na prečnem prerezu korenine lahko vidimo žilo na sredini, kjer bi se v steblu običajno nahajal centralni stržen, ki ga gradijo parenhimatske celice. Notranjost žile gradijo ksilemske celice razporejene v obliki križca (obris dajejo predvsem velike traheje, vmes se nahajajo tudi manjše traheide), občasno je žarkov več in ksilem izgleda kot večkraka zvezda. Med posameznimi kraki križca se razporejene nekoliko manjše, a žive floemske celice (sitaste celice in celice spremljevalke).
Endoderm je notranje krovno tkivo, ki tvori obroč okoli obeh tipov prevajalnih tkiv in predstavlja pregrado za vodo, ki jo črpajo koreninski laski. Znotraj žile so mestoma prisotne tudi parenhimatske celice, ki lahko služijo prečnemu prevajanju vode ali opravljajo kakšno drugo nalogo. V korenini se vselej nahaja samo ena radialna žila.

## Razporeditev žil
Velja, da so žile v steblu dvokaličnice razporejene v krožnem enakomerno urejenem vzorcu. Hkrati so vsi prevajalni skupki približno enakih velikosti. Nasprotno so žile enokaličnic nanizane neurejeno in variirajo po svoji velikosti, pri čemer so manjše načeloma bližje epidermu (rastlinski povrhnjici). Zaradi takšnega neurejenega vzorca v steblu ne najdemo jasno določenega območja osrednjega stržena.
V korenini je razporeditev žil drugačna, saj so korenine enokaličnic tiste, ki imajo žile urejene v enakomeren obroč. Pri dvokaličnicah je žila radialna, saj se ksilem nahaja na sredini v obliki križca, floemske celice pa ga obkrožajo.